# Alonso Álvarez de Toledo
Alonso o Alfonso Álvarez de Toledo (Madrid o Toledo, fi s. XIV–Madrid, 1457) va ser un cavaller i membre de la cort de Joan II i Enric IV de Castella, on exercí com a comptador reial.
Es desconeix si va néixer a Toledo o Madrid, era fill de García Fernández de Toledo, senyor de Casasbuenas, i de la seva cosina germana, Mayor Fernández de Toledo, en una família de mercaders rics judeoconversos, entre els quals destaca el seu cosí Fernando Díaz de Toledo.
Cortesà i humanista, va ser protagonista dels successos de Castella durant la primera meitat de segle XV, obtenint la seva preeminència al servei de la monarquia. Va començar a ascendir política i socialment el 1428, quan Joan II el va nomenar regidor de la ciutat de Toledo, la nòmina de regidor de la qual encara hi constava entre 1444 i 1456. A la cort va ser primer escrivà de Cambra, conseller reial i comptador major, nomenat primer el 1429 amb Joan II i després el 1440 amb el príncep d'Astúries, el futur Enric IV, que el va confirmar en el càrrec sent rei el 1455. El 1445 va ser nomenat també comptador major de Castella. Durant el regnat d'aquest monarca va intervenir activament en política i va ser membre de la cort itinerant gràcies a la dispensa que tenia de l'ofici de regidor.
Joan II sempre el va tenir en alta estima i li va concedir diversos privilegis, el va nomenat cavaller de l'orde de la Banda, una de les més prestigioses del moment, i va atorgar-li l'escut d'armes i exempcions fiscals, a més de veu i vot al consell municipal de Madrid tot i no ser regidor. Segons el cronista Gil González Dávila, va arribar a posseir unes 380 cases a diversos indrets i ciutats importants de Castella, que a la seva mort les va dividir entre amics, parents i criats. També va ser un important propietari rústic i d'importants quantitats monetàries.
Es va casar dues vegades: en primeres núpcies amb la madrilenya Aldonza Fernández de Valera, amb qui va tenir a Juan Álvarez de Toledo; en segones núpcies amb Catalina Núñez de Toledo, de la qual va néixer Pedro Núñez de Toledo, i la qual vídua va fundar el convent de Santa Clara de Madrid el 1460. Gràcies a aquests matrimonis, Alonso va instituir dos majorats per als seus dos fills, un incloent les viles de Cervera i Villanueva del Palomar, entre d'altres, i un altre al voltant de Villafranca del Castillo i altres.
Va morir el 1457. Va ser enterrat al monestir de San Bernardo, anomenat Montesión, extramurs de la ciutat de Toledo, que havia fundat i dotat ell mateix anys enrere.